# Ramon Roig i Ferré
Ramon Roig i Ferré (la Riba, Alt Camp, 23 de gener de 1849 — Barcelona, Barcelonès, 1923) va ser un autor teatral en català, fill d'Andreu Roig i Camps paperer d'ofici i Esperança Ferré i Roca tots dos de La Riba.

## Obres
- La fira de Verdú (1877)
- Lo corb i la guineu (1886),
- La Sileta de Riudoms (1877)
- Glòria al treball (1886)
- Telefonia (1878)
- La tornada de l’hereu